# Statsstöd inom Europeiska unionen
Statsstöd inom Europeiska unionen är stöd som ges av en medlemsstat eller med hjälp av statliga medel, av vilket slag det än är, och som snedvrider eller hotar att snedvrida konkurrensen på den inre marknaden genom att gynna vissa företag eller viss produktion. Sådant stöd är förbjudet enligt fördraget om Europeiska unionens funktionssätt, utom i vissa undantagsfall. Stöd som är oförenligt med den inre marknaden kan återkrävas av Europeiska kommissionen och Europeiska unionens domstol och i vissa fall även av nationella domstolar.
Bestämmelser om statsstöd i svensk rätt finns intagna i lagen 2013:388

## Definitioner

### Givare och mottagare
Stödgivare kan vara staten, kommuner, landsting och bolag över vilka dessa har ett dominerande inflytande. Mottagare kan vara offentligägda eller privata bolag eller andra rörelsedrivande juridiska personer.

### Olagligt stöd
Stöd som ges av en medlemsstat eller med hjälp av statliga medel, vilket snedvrider eller hotar att snedvrida konkurrensen genom att gynna ett visst företag eller viss produktion är oförenligt med den gemensamma marknaden i den utsträckning som det påverkar handeln mellan medlemsstaterna. Enligt etablerad rättspraxis anses handeln påverkas av stöd, som hindrar företag i andra medlemsstater från att etablera sig på den aktuella marknaden. Detta innebär att även stöd till rent lokal verksamhet kan vara olagligt.

### Lagligt stöd
Förenligt med den gemensamma marknaden är bland annat stöd av social karaktär som ges till enskilda konsumenter och stöd för att avhjälpa skador som orsakats av naturkatastrofer och liknande.
Förenligt med den gemensamma marknaden anses bland annat också vara regionalstöd, stöd för att främja genomförandet av viktiga projekt av gemensamt europeiskt intresse eller för att avhjälpa en allvarlig störning i en medlemsstats ekonomi, stöd för att underlätta utveckling av vissa näringsverksamheter eller vissa regioner samt stöd för att främja kultur och bevara kulturarvet.

### Stöd till allmännyttiga ändamål
Stöd till allmännyttiga ändamål är förenliga med den gemensamma marknaden under förutsättning att de uppfyller samtliga fyra av de så kallade Altmark-kriterierna, vilka lagts fast av EU-domstolen:
1. Det företag som får stöd skall faktiskt ha ålagts skyldigheten att tillhandahålla allmännyttiga tjänster, och dessa skyldigheter skall vara klart definierade. 
2. De kriterier på grundval av vilka ersättningen beräknas skall vara fastställda i förväg på ett objektivt och öppet sätt. 
3. Ersättningen får inte överstiga vad som krävs för att täcka hela eller delar av de kostnader som har uppkommit i samband med skyldigheterna att tillhandahålla allmännyttiga tjänster, med hänsyn tagen till de intäkter som därvid har erhållits och till en rimlig vinst. 
4.När det företag som ges ansvaret för att tillhandahålla de allmännyttiga tjänsterna i ett konkret fall inte har valts ut efter ett offentligt upphandlingsförfarande som gör det möjligt att välja den anbudsgivare som kan tillhandahålla dessa tjänster till den lägsta kostnaden för det allmänna, skall storleken av den nödvändiga ersättningen fastställas på grundval av en undersökning av de kostnader som ett genomsnittligt och välskött företag som är utrustat med lämpliga transportmedel skulle ha åsamkats. (N.B. Altmarkdomen avsåg ett lokaltrafikföretag. "Lämpliga transportmedel" jämställs i rättspraxis med "lämpliga resurser" i allmän mening.)
Om inte samtliga fyra punkter är uppfyllda handlar det om statsstöd under  artiklarna 107 och 108 EUF (87 och 88 EG).

### Anmälningsplikt
Allt statsstöd måste anmälas i förväg till EU-kommissionen, som sedan antingen förklarar att man inte har några invändningar, eller - om man misstänker att stödet är oförenligt med den gemensamma marknaden - inleder en granskning enligt Rådets förordning 659/99. Inga stöd får genomföras innan ett slutligt beslut föreligger.

## Statsstödsreglerna i svensk rättspraxis
EU:s rättspraxis är mycket omfattande med 100-tals domar. Trots att EU:s statsstödsregler gällt som svensk lag sedan 1995 har svenska domstolar bara haft ett fåtal mål om statsstöd. Regeringen anmäler regelmässigt alla statens stödformer till EU-kommissionen som i allmänhet inte har något att invända, men när det gäller stöd från kommuner och landsting har detta skett bara i några få fall och då efter anmälan av någon som påverkats negativt.

### Energiskattefallet
Fram till 1 juli 2004 var elektrisk kraft för industriell verksamhet befriad från energiskatt. Kommissionen fann att detta var statligt stöd och ålade Sverige att upphäva stödordningen och kräva tillbaka stödet från mottagarna.

### Årefallet
Åre kommun beslöt att överlåta mark till Konsum på förmånliga villkor. Stiftelsen Den Nya Välfärden anmälde saken till EU-kommissionen, som fann att ett bud som Lidl lämnat var en bättre indikator på marknadsvärdet än den värdering som kommunen låtit utföra. Man beräknade stödet till 4,6 msek och ålade Sverige (i realiteten Åre kommun) att återkräva stödet jämte ränta. Kommunen överklagade beslutet till EU-domstolens tribunal. Tribunalen fann att Lidls bud inte var jämförbart med Konsums och upphävde Kommissionens beslut genom en dom 13 december 2011.

### Årjängsfallet
År 2008 ingick Årjängs kommun ett bytesavtal med en privatperson avseende två fastigheter. Detta överklagades till först Förvaltningsrätten, därefter till Kammarrätten och slutligen till Högsta  förvaltningsdomstolen där klaganden gjorde gällande att beslutet stred mot EU-rätten. Domstolen fann att kommunen inte hade haft för avsikt att stödja motparten och avslog överklagandet.

### Karlskronamålet
Våren 2011 ingav Stiftelsen Den Nya Välfärden ett klagomål till EU-kommissionen avseende en fastighetsöverlåtelse som handlagts av svenska förvaltningsdomstolar enligt Kommunallagen, utan krav på återbetalning av stödet. Kommissionens fråga till Sverige om varför stödet inte återkrävts besvarades med att Högsta förvaltningsdomstolen dömt efter Kommunallagen, inte efter EUF-fördraget.

### Uppsala Arena
Uppsala kommun beslöt att godkänna ett samarbetsavtal med ett icke kommunägt bolag om att uppföra och driva en arena. Avtalets bestämmelser om kapitaltillskott, hyresbetalning och tomträttsavgäld ansågs den 16 december 2010 av Förvaltningsrätten i Uppsala strida mot genomförandeförbudet i EUF-fördragets artikel 108.3 eftersom det handlade om statligt stöd enligt artikel 107.1 EUF. Sedan Uppsala kommun informerat regeringen har denna sänt in en anmälan till EU-kommissionen.

### Bredbandsutbyggnad i Stockholms bostadsföretag
Kommunfullmäktige i Stockholm beslöt att godkänna en handlingsplan som innebar att 700 msek ställdes till tre kommunala bostadsbolags förfogande för att de skulle kunna låta det likaledes kommunala Stokab bygga ut bredband till fastigheterna. Kammarrätten fann den 16 december 2009 att det sannolikt handlade om statsstöd enligt artikel 107.1 EUF och att anmälningsplikten enligt artikel 108.3 EUF åsidosatts. Rätten upphävde kommunfullmäktiges beslut, eftersom det var olagligt enligt kommunallagens 10 kap 8§.

### Renovamålet
Kommunfullmäktige i Göteborg beviljade en borgen på 544 msek till det kommunägda bolaget Renova AB för uppförandet av en ny förbränningslinje på Värmekraftverket i Sävehof. Kammarrätten i Göteborg fann den 23 mars 2011 att villkoren för borgensåtagandet var så förmånligt att det utgjorde statsstöd och att genomförandeförbudet i artikel 108.3 EUF därför åsidosatts. Domstolen upphävde kommunens beslut.

### Kanal 5 mot TV4
År 2005 ändrades koncessionsavgiftslagen så att den rörliga avgiften successivt reducerades fram till det analoga nätets stängning. Kanal 5 överklagade detta beslut och hävdade att det innebar en selektiv fördel för TV4 samt att det därför stred mot statsstödsreglerna. Länsrätten ansåg inte att avgiftsreduktionen gav TV4 någon selektiv fördel och avslog överklagandet. Kammarrätten beviljade inte prövningstillstånd.

### Skywaysmålet
I september 2006 väckte Skyways Express talan vid tingsrätten mot Kristianstad Airport, som ägdes av fyra kommuner och ett landsting. Skyways trafikerade sträckan Kristianstad–Arlanda. I augusti 2006 hade City Airline börjat trafikera sträckan Kristianstad–Bromma. Skyways gjorde gällande att intäktsgarantin i Kristianstad Airports avtal med City Airline innebar statligt stöd i strid med EG-fördragets genomförandeförbud. Tingsrätten förbjöd interimistiskt Kristianstad Airport att täcka City Airlines kostnader för försäljning och marknadsföring. Kort före huvudförhandlingen förlikades parterna och Skyways återkallade sin talan.

### Huvudstadens Golf Service AB mot Staten
Detta är det ena av bara två mål vid allmän svensk domstol som gått till dom. Målet avsåg den svenska ordningen med skattefrihet för personalvårdsförmåner, som är ett undantag från huvudregeln att förmåner till anställda ska beskattas. Golf anses inte som motion av enklare slag och beskattas därför. Huvudstadens Golf Service hävdade att den gällande ordningen var statsstöd som inte anmälts till EU-kommissionen. Tingsrätten fann att selektivitetskravet i artikel 107.1 EUF inte var uppfyllt och att det därför inte handlade om statsstöd. Domen har överklagats till Svea Hovrätt.

### NDSHT NyaDestination StockholmHotell & Teaterpaket AB
Detta är det mest långdragna och komplicerade av alla svenska statsstödsärenden och pågick inom EU och i svenska domstolar mellan 2004 och 2011. I september 2004 ingav Nya Destination Stockholm ett klagomål till EU-kommissionen och gjorde gällande att Stockholms kommun lämnade olagligt statligt stöd till det kommunala bolaget Stockholm Visitors Board, som bland annat bedriver hotellbokningsverksamhet, producerar och säljer Stockholmskortet. EU-kommissionens preliminära undersökning pågick i ovanligt långa 18 månader och utmynnade i mars 2006 i ett informellt brev i vilket man meddelade att tjänstemännen inte avsåg att gå vidare med det fulla formella granskningsförfarandet enligt artikel 108.1 EUF.
Bolaget väckte därefter talan vid Förstainstansrätten och krävde att brevet skulle ogiltigförklaras eftersom det inte uppfyllde de krav som uppställs i Rådets förordning 659/99. Förstainstansrätten ansåg den 9 juni 2009 att brevet inte var av det slag mot vilket talan kan väckas och avvisade talan. Detta överklagades till EU-domstolen som - liksom i andra tidigare domar - den 18 november 2010 beslöt att alla beslut med rättsverkan alltid skall kunna överklagas oavsett sin form. Målet återförvisades till Tribunalen (fd Förstainstansrätten) för avgörande i sak.
I augusti 2006 väckte Destination Stockholm talan mot Stockholm vid Stockholms Tingsrätt och yrkade att staden vid ett vite om 25 msek skulle förbjudas att utbetala stöd till Stockholm Visitors Board innan stödet hade godkänts av EU-kommissionen. Staden hävdade att tingsrätten skulle avvisa målet som i stället borde föras i förvaltningsdomstol. Tingsrätten ogillade detta yrkande. Beslutet överklagades till Svea hovrätt som avslog överklagandet. Högsta domstolen beslöt 2009 att allmän domstol är behörig att pröva mål av detta slag, eftersom ingen specialdomstol utpekats i rättegångsbalken. Målet återupptogs därefter i tingsrätten, där det legat vilande.
Den 31 maj 2011 ingicks förlikning mellan parterna och såväl målet inför tingsrätten som målet i Tribunalen avskrevs under sommaren 2011.

### Metromålet
Detta mål berör EU-rätten endast perifert och refereras inte här. Målet rörde reklamskatt och ledde till förlikning genom att reklamskattelagen ändrades så att även gratisutdelade tidningar fick samma lägre reklamskatt som allmänna nyhetstidningar.

### JCDecaux AB mot Staten
Även detta mål rörde reklamskatt som JCDeacaux ansåg att man erlagt för mycket av. Den 14 februari 2011 ogillade Stockholms tingsrätt käromålet utan att utfärda stämning eftersom det var uppenbart ogrundat. Tingsrätten förklarade att EU-domstolen i Transalpine Ölleitung hade slagit fast att den som är skyldig att betala en skatt inte kan undandra sig betalningsskyldighet genom att göra gällande att en befrielse som är riktad till andra personer utgör statligt stöd eftersom ett bifall till ett sådant käromål skulle innebära att det påstådda olagliga stödet utsträcks till att omfatta även käranden. Domen har överklagats.

### Västerås Flygplats
EU-kommissionen inledde den 25 januari 2012 en undersökning av misstänkt statligt stöd. Ur pressmeddelandet: "Västerås regionala flygplats är belägen ca 10 mil från Stockholm. Flygplatsen påstås har fått driftsstöd och flera bidrag från aktieägare för att täcka sina förluster sedan 2001. Kommissionen misstänker dessutom att avtal om marknadsföring och flygplatsavgifter med Ryanair skulle kunna medföra en otillbörlig ekonomisk fördel för detta flygbolag i förhållande till konkurrenterna."